# Calephelis clenchi
Calephelis clenchi is een vlindersoort uit de familie van de prachtvlinders (Riodinidae), onderfamilie Riodininae.
Calephelis clenchi werd in 1971 beschreven door McAlpine.